# Tineoidea
Tineoidea là một liên họ bướm đêm gồm 6 họ Eriocottidae, Arrhenophanidae, Lypusidae, Acrolophidae, Tineidae và Psychidae, quan hệ giữa các họ này hiện chưa rõ ràng.

## Hình ảnh

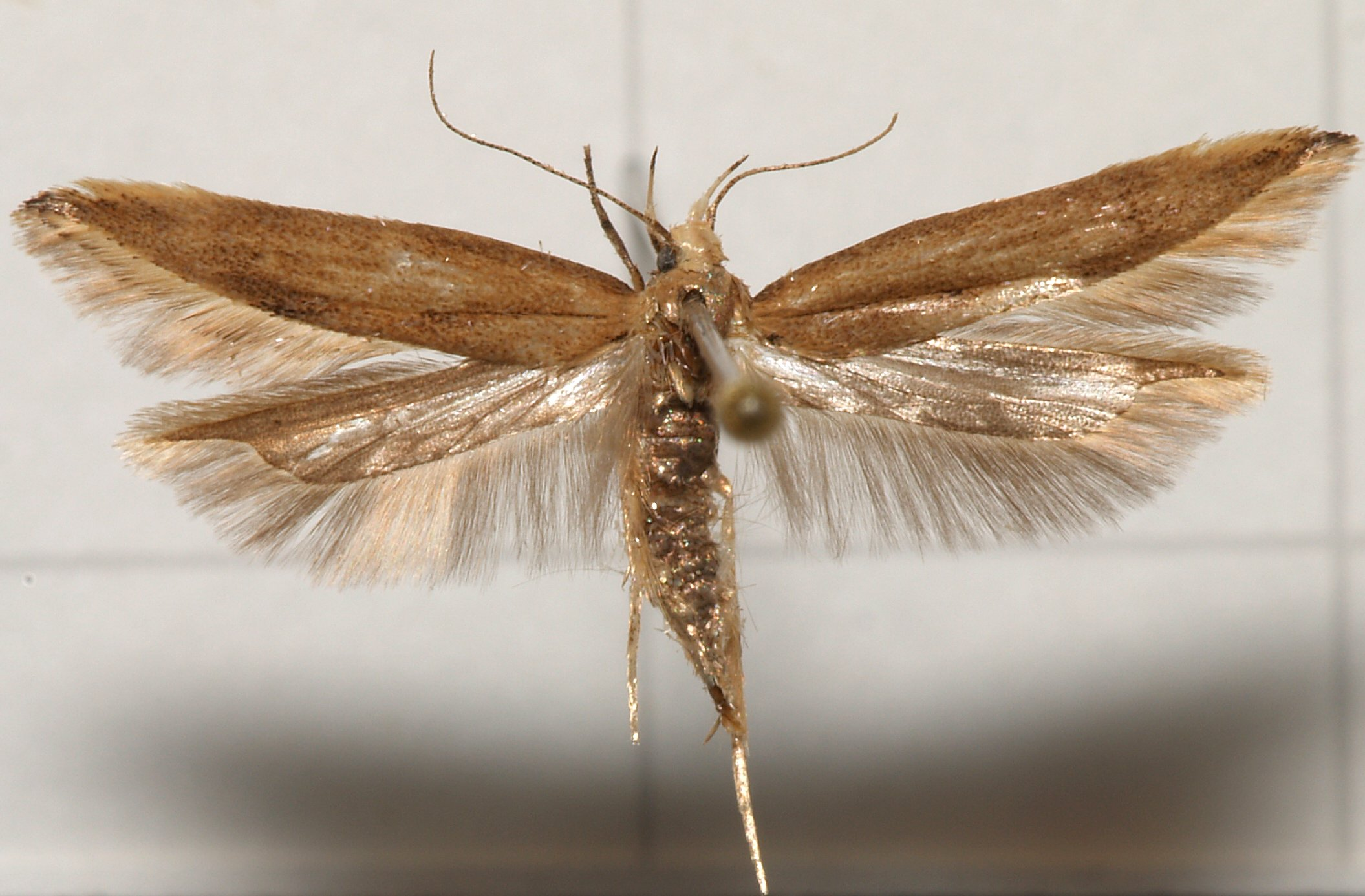
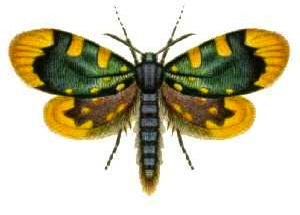
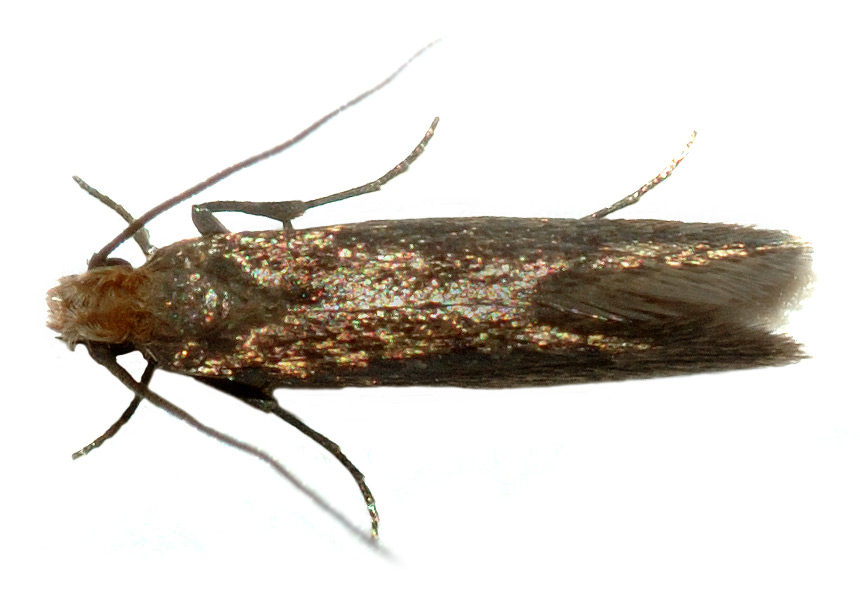